# Olaf Strieb
Olaf Strieb  (* 15. Mai 1969 in Eschwege) ist ein deutscher Theaterregisseur und Theaterwissenschaftler.

## Leben
Nach Abschluss seines Studiums der Germanistik und der Theaterwissenschaft an der Ruhr-Universität in Bochum war Strieb ab 2000 zunächst als freier Regisseur unter anderem in Bielefeld, Darmstadt, Dortmund, Heilbronn, Kiel, Mannheim, Oberhausen, Rastatt,  Wuppertal und bei den Gandersheimer Domfestspielen tätig. Mitte 2009 wurde er Oberspielleiter an der Landesbühne Niedersachsen Nord in  Wilhelmshaven. Seit der Spielzeit 2013/2014 ist er dort Intendant.

## Inszenierungen (Auswahl)
- La Cage aux Folles (Harvey Fierstein, Jerry Herman, Landesbühne Niedersachsen Nord, Wilhelmshaven, 2006)[6]
- The killer in me is the killer in you my love, (Andri Beyeler, Landesbühne Niedersachsen Nord, Wilhelmshaven, 2006)[6]
- Manche mögen's heiss (Jule Styne, Landesbühne Niedersachsen Nord, Wilhelmshaven, 2008)[6]
- Die Comedian Harmonists (Franz Wittenbrink, Gottfried Greiffenhagen, Wuppertaler Bühnen und Symphonieorchester, 2009)[6]
- Crazy for you (George Gershwin, Theater Bielefeld, 2009)[6]
- Der Liebhaber (Harold Pinter, Landesbühne Niedersachsen Nord, Wilhelmshaven, 2010)[6]
- Die Großherzogin von Gerolstein (Jacques Offenbach, Michael Quast, Landesbühne Niedersachsen Nord, Wilhelmshaven, 2010)[6]
- Hello, Dolly, (Jerry Herman, Theater Kiel, 2011)[6]
- Der Revisor, (John von Düffel, Nikolai Wassiljewitsch Gogol, Landesbühne Niedersachsen Nord, Wilhelmshaven, 2011)[6]
- Woyzeck, (Georg Büchner, Tom Waits, Landesbühne Niedersachsen Nord, Wilhelmshaven, 2010)[6]
- Romeo und Julia, (William Shakespeare, Landesbühne Niedersachsen Nord, Wilhelmshaven, 2012)[6]
- Eines langen Tages Reise in die Nacht, (Eugene O'Neill, Landesbühne Niedersachsen Nord, Wilhelmshaven, 2013)[6]
- Trümmer des Gewissens, (Hans Henny Jahnn, Landesbühne Niedersachsen Nord, Wilhelmshaven, 2013)[6]
- Alle sieben Wellen, (Daniel Glattauer, Ulrike Zemme, Landesbühne Niedersachsen Nord, Wilhelmshaven, 2014)[7][6]
- Faust I, (Johann Wolfgang von Goethe,  Landesbühne Niedersachsen Nord, Wilhelmshaven, 2014)[6]
- Nabucco, (Giuseppe Verdi, Theater Kiel, 2015)[6]
- Die Feuerzangenbowle, (Heinrich Spoerl, Landesbühne Niedersachsen Nord, Wilhelmshaven, 2016)[6]
- Fletsch – Saturday Bite Fever, (Holger Hauer, Marc Schubring, Wolfgang Adenberg, Landesbühne Niedersachsen Nord, Wilhelmshaven, 2016)[6][8]
- The Fantasticks, (Harvey Schmidt, Tom Jones, Landesbühne Niedersachsen Nord, Wilhelmshaven, 2016)[6][9]
- Das kunstseidene Mädchen, (Carsten Golbeck, Irmgard Keun, Rainer Bielfeldt, Landesbühne Niedersachsen Nord, Wilhelmshaven, 2017)[6]
- Yvonne, Prinzessin von Burgund, (Witold Gombrowicz, Landesbühne Niedersachsen Nord, Wilhelmshaven, 2018)[6]
- The Black Rider – The Casting Of The Magic Bullets, (Robert Wilson, Tom Waits, William S. Burroughs, Landesbühne Niedersachsen Nord, Wilhelmshaven, 2018)[6][10]
- Doktor Schiwago, (Lucy Simon, Theater Lüneburg, 2019)[6]
- Cabaret, (Fred Ebb, Joe Masteroff, John Kander, Landesbühne Niedersachsen Nord, Wilhelmshaven, 2019)[6]
- Die Fledermaus, (Johann Strauss, Theater Kiel, 2020)[6]
- Wir sind Niedersachsen, (Rainer Bielfeldt, Landesbühne Niedersachsen Nord, Wilhelmshaven, 2021)[6][11]
- Anatevka, (Jerry Bock, Joseph Stein, Sheldon Harnick, Landesbühne Niedersachsen Nord, Wilhelmshaven, 2022)[6]
- The Addams Family, (Andrew Lippa, Marshall Brickman, Rick Alice, Landesbühne Niedersachsen Nord, Wilhelmshaven, 2023)[6][12]
- Tootsie, (David Yazbek, Landesbühne Niedersachsen Nord, Wilhelmshaven, 2024)[6][13]
- Die Stunde, da wir nichts voneinander wussten, (Peter Handke, Landesbühne Niedersachsen Nord, Wilhelmshaven, 2025)[6][14]